# Ambispora fecundispora
Ambispora fecundispora är en svampart som först beskrevs av N.C. Schenck & G.S. Sm., och fick sitt nu gällande namn av C. Walker 2008. Ambispora fecundispora ingår i släktet Ambispora och familjen Ambisporaceae.   Inga underarter finns listade i Catalogue of Life.